# ایستگاه مرکز تجارت جهانی
ایستگاه مرکز تجارت جهانی (به انگلیسی: World Trade Center Transportation Hub) که در منهتن قرار دارد و در سالگرد حملات ۱۱ سپتامبر در سال ۲۰۱۶ افتتاح شد. این ترمینال با هزینهٔ ۴ میلیارد دلار ساخته شده که دو برابر مبلغ پیش‌بینی‌شده بود. ترمینال توسط معمار اسپانیایی سانتیاگو کالاتراوا طراحی شده‌است. در مرکز آن که سالن حفره‌ای شکلی از فولاد سفید است شرکت اکولوس قرار دارد و سپس به پنجرهٔ سقفی سازه می‌رسد که نوار نور نام دارد. این پنجره در روزهای بهاری و همچنین در ۱۱ سپتامبر به اندازهٔ ۷ متر باز می‌شود. کف این ترمینال گران‌قیمت از سنگ مرمر سفید ایتالیایی پوشیده شده‌است.